# Ścinawa
Ścinawa è un comune urbano-rurale polacco del distretto di Lubin, nel voivodato della Bassa Slesia.
Ricopre una superficie di 164,56 km² e nel 2004 contava 10 603 abitanti.